# Orange, Ohio
Orange là một làng thuộc quận Cuyahoga, tiểu bang Ohio, Hoa Kỳ. Năm 2010, dân số của làng này là 3323 người.

## Dân số
- Dân số năm 2000: 3236 người.
- Dân số năm 2010: 3323 người.